# Volta à La Rioja de 2017
A 57.ª edição da Volta à La Rioja, foi uma carreira ciclista que se disputou no domingo 2 de abril de 2017, sobre um traçado de 150,5 quilómetros entre Villamediana de Iregua e Logroño.
A prova pertenceu ao UCI Europe Tour de 2017 dos Circuitos Continentais UCI, dentro da categoria 1.1.

## Equipas participantes
| Equipes WorldTeam (2)- Movistar Team - Orica-Scott Equipes profissionais Continentais (2)- Caja Rural-Seguros RGA - Israel Cycling Academy Equipes Continentais (10)- Burgos-BH - Euskadi Basque Country-Murias - Inteja-Dominican - Kuwait-Cartucho.es - LA Alumínios-Metalusa-BlackJack - Louletano-Hospital de Loulé - RP-Boavista - Rietumu Banka-Riga - Sporting-Tavira - W52-FC Porto Equipe nacional- Espanha |
| |

## Classificações finais
- As classificações finalizaram da seguinte forma:[2]

| \| Classificação geral \| Classificação geral \| Classificação geral \| Classificação geral \| Classificação geral \| \| Ciclista \| Ciclista \| Equipe \| Tempo \| \| \| ------------------- \| ---------------------- \| ----------------------------- \| ------------------- \| ------------------- \| \| 1. \| Rory Sutherland \| Movistar Team \| 3h25m07s \| \| \| 2. \| Michael Albasini \| Orica-Scott \| + 20s \| \| \| 3. \| José Joaquín Rojas \| Movistar Team \| + 20s \| \| \| 4. \| Diego Rubio \| Caja Rural-Seguros RGA \| + 20s \| \| \| 5. \| Albert Torres \| Inteja-Dominican cycling team \| + 48s \| \| \| 6. \| Dylan Page \| Caja Rural-Seguros RGA \| + 1m09s \| \| \| 7. \| Miguel Ángel Fernández \| Espanha \| + 1m09s \| \| \| 8. \| Carlos Barbero \| Movistar Team \| + 1m09s \| \| \| 9. \| Daniel López \| Burgos-BH \| + 1m09s \| \| \| 10. \| Daniel Freitas \| W52-FC Porto \| + 1m09s \| \| |                        |                               |          |
| |                        |                               |          |
| Fontes: ProCyclingStats Cycling Quotient Cycling Archives |                        |                               |          |
| Classificação geral |                        |                               |          |
| Ciclista | Ciclista               | Equipe                        | Tempo    |
| 1. | Rory Sutherland        | Movistar Team                 | 3h25m07s |
| 2. | Michael Albasini       | Orica-Scott                   | + 20s    |
| 3. | José Joaquín Rojas     | Movistar Team                 | + 20s    |
| 4. | Diego Rubio            | Caja Rural-Seguros RGA        | + 20s    |
| 5. | Albert Torres          | Inteja-Dominican cycling team | + 48s    |
| 6. | Dylan Page             | Caja Rural-Seguros RGA        | + 1m09s  |
| 7. | Miguel Ángel Fernández | Espanha                       | + 1m09s  |
| 8. | Carlos Barbero         | Movistar Team                 | + 1m09s  |
| 9. | Daniel López           | Burgos-BH                     | + 1m09s  |
| 10. | Daniel Freitas         | W52-FC Porto                  | + 1m09s  |